# 俞灏明
俞灏明（英語：Hadrain Yu，1987年11月14日—），中国大陆男歌手、演员及主持人。2007年4月奪得湖南卫视举办的快乐男声全国第6名而出道。之後签约天娱传媒及韓國公司Doremi Media，曾数次远赴韩国首尔进行专业培训，努力开拓自己的演艺生涯，朝影视歌主持全方位发展，並在湖南卫视与香港TVB合办的“舞动奇迹”第二季中获得冠军，也在湖南卫视的脱口秀节目天天向上中担任主持，在大型歌舞史诗剧《蔚蓝船说》饰演男主角百越英雄，并在电影《乐火男孩》和电视剧《一起来看流星雨》中担纲男主角。2009年10月，俞灏明发行了首张个人专辑《拥抱》，这张专辑由中韩跨国团队精心打造，从造型、曲风到舞蹈设计都是量身定制。

## 演艺经历
2007年：出道
4月参加湖南卫视举办的快乐男声获得广州区亚军，全国第六名，其健康亲和的形象被歌迷昵称为“国民弟弟”。同年签约Doremi Media唱片发行首张EP《如果，可以爱你》，正式进入演艺圈。
2008年
3月，凭借《如果，可以爱你》在音乐先锋榜颁奖典礼上获得内地十大先锋金曲、音乐先锋榜先锋新人、音乐先锋榜网上最具人气先锋金曲。离开快乐男声的舞台后，赴韩国首尔进行专业培训。9月，参加湖南卫视与香港TVB合办的《舞动奇迹第二季》中获得冠军舞王殊荣。
2009年
冬季，发行首张个人专辑《拥抱》。主演电影《快火男孩》，电视剧《一起来看流星雨》，《一起又看流星雨》，《8090向前冲》等，主持湖南卫视脱口秀节目天天向上。
2010年
10月在上海拍摄湖南卫视电视剧《爱在春天》(原名:我和春天有个约会)的一场爆破戏时意外烧伤，长时间休养。
2012年
12月31日，两年多的治疗与恢复，终于以全新的面貌重新站上久违的舞台，在湖南卫视“跨年狂欢夜”上，献唱复出单曲《其实我还好》。
2013年
年初与07快乐男声一同出席《湖南卫视小年夜大联欢快乐到家春晚》，个人演唱《其实我还好》和07快乐男声演唱《我最响亮》。5月，主演的电视剧《爱在春天》播出，独唱片尾曲《我和春天有个约会》。
2014年
9月底，主演的电视剧《把爱带回家》播出，个人本色出演一个暖男主编形象，该剧是「中国梦」推荐电视剧。
2016年
1月12日，获得放肆一下 · 2015移动视频实力男歌手。1月14日，新单曲《愚先生》全网首发，加盟捷特联合第一首单曲。
2017年
8月30日，主演的电视剧《那年花开月正圆》播出，反派形象获得好评。11月18日，参加了浙江卫视推出的大型演技比拼类真人秀节目《演员的诞生》排名15强。
2018年
5月28日，凭借电视剧《那年花开月正圆》入围第24届上海电视节白玉兰奖“最佳男配角”。10月26日，获得凤凰网时尚之选时尚风格先锋大奖。11月9日，获第24届华鼎奖观众最喜爱影视明星。
2019年
10月25日晚，“触点未来·影动中国”首届中国网络电影周落幕，与著名影视表演艺术家岳红、张凯丽、颜丹晨、胡先煦、黄梦莹现身红毯，带来情景朗诵《光影记忆》。12月17日，主演的《大明风华》在湖南卫视播出，在剧中饰演朱高煦。
2020年
3月6日，参与浙江卫视综艺节目《王牌对王牌第5季》，与郑爽再现“流星雨”的浪漫场景。除此以外他也参与了《声临其境》，《快乐大本营》，《吐槽大会》，《极限挑战宝藏行》，《青春在大地》等综艺节目。 8月21日，主演的电影《八佰》上映，在电影中饰演上官志标。影片再现了淞沪会战期间四行仓库保卫战的壮烈历史，是亚洲首部全片使用IMAX摄影机拍摄的商业电影也年度重要的战争片之一。
此外，还出演了聚焦中国轨道交通行业的电视剧《最好的时代》。11月26日，主演的电影《修罗新娘》上映。
2021年
6月主演的电视剧《我们的新时代》多平台播出。7月参演的电影《革命者》，《1921》，《红船》上映。11月主演的电影《铁道英雄》以及电视剧《青山遮不住》播出。此外，他也参与了综艺节目《美好的星城》，原创文博探索类节目《国家宝藏 (第三季)》，阅读推广书信朗读节目《见字如面》。
2022年
4月参演的电视剧《风起陇西》播出。

## 音乐作品

### 专辑/EP
| 数量 | 专辑名称       | 专辑类型 | 发行公司 | 发行日期       | 专辑曲目 |
| 1    | 如果，可以爱你 | 单曲EP   | 天娱传媒 | 2007年12月3日  | 如果，可以爱你 |
| 2    | 《拥抱》       | 专辑     | 天娱传媒 | 2009年11月23日 | 曲目 1. 拥抱【MV】 2. 我没那么帅【MV】 3. 要多美丽有多美丽 4. 多云转晴 5. 心中的英雄 6. 我们一起走 (feat. 徐真英) 7. 为你唱的歌 8. 牵着手 9. 落入西班牙的阿佛洛蒂特 10. 拥抱 (粤语版) 11. 陷入爱里面(韩语版) (feat. 简美妍) 12. 如果，可以爱你 13. 陷入爱里面 (feat. 简美妍)【MV】 |

### 单曲
未收录在个人专辑里的单曲
| 数量 | 发行日期      | 歌曲名稱                                | 所屬專輯                           | 备注                                              |
| 1    | 2007年7月     | 我最闪亮 (合唱：07快乐男声13强)         | 《13》2007快乐男声13强合辑         | 2007快乐男声主题曲                                |
| 2    | 2007年7月     | 爱是一个人的事                          | 《13》2007快乐男声13强合辑         |                                                   |
| 3    | 2007年11月    | 蓝色爱人（合唱：叶一茜）                | -                                  | 歌舞史诗剧《蔚蓝船说》主题曲                      |
| 4    | 2008年1月     | 大明星（合唱：王栎鑫）                  | 天生一对                           | 收录于王栎鑫专辑                                  |
| 5    | 2008年10月    | 幸福捕手（合唱：任曦）                  | 偶像剧《幸福捕手》原声音乐         | 偶像剧《幸福捕手》片尾曲                          |
| 6    | 2009年6月     | Touch my heart                          | -                                  | 三星手机内置歌曲                                  |
| 7    | 2009年6月     | 打起手鼓唱起歌                          | 红星闪闪                           | 红歌翻唱合辑                                      |
| 8    | 2009年7月     | 爱的华尔兹 (合唱：郑爽)                 | 电视剧《一起来看流星雨》原声音乐   | 电视剧《一起来看流星雨》插曲、清华同方电脑广告歌  |
| 9    | 2009年8月     | 让我为你唱首歌（合唱：张翰/魏晨/朱梓骁) | 电视剧《一起来看流星雨》原声音乐   | 电视剧《一起来看流星雨》/《一起又看流星雨》主题曲 |
| 10   | 2009年8月     | 星空物语（合唱：张翰/魏晨/朱梓骁)       | 电视剧《一起来看流星雨》原声音乐   | 电视剧《一起来看流星雨》片头曲                    |
| 11   | 2009年8月     | 一个人的浪漫                            | 电视剧《一起来看流星雨》原声音乐   | 电视剧《一起来看流星雨》/《一起又看流星雨》插曲   |
| 12   | 2013年1月     | 其实我还好                              | -                                  | 回归演艺圈之作                                    |
| 13   | 2013年5月     | 我和春天有个约会                        | 电视剧《爱在春天》原声音乐         | 电视剧《爱在春天》片尾曲                          |
| 14   | 2014年10月    | 爱你让我像孩子一样                      | 电视剧《因为爱情有奇迹》原声音乐   | 电视剧《因为爱情有奇迹》片尾曲                    |
| 15   | 2015年8月10日 | 炙爱                                    | 电影《别有动机》原声音乐           | 电影《别有动机》主题曲                            |
| 16   | 2016年1月     | 棒棒哒 (合唱：群星)                     | 电影《过好年》原声音乐             | 电影《过好年》主题曲                              |
| 17   | 2016年1月     | 愚先生                                  | 愚先生                             | 加盟捷特联合第一首单曲                            |
| 18   | 2017年10月    | 唱响2030 (合唱：群星)                   | -                                  | 联合国开发计划署中国2030全球目标原创歌曲          |
| 19   | 2018年10月    | 歌颂                                    | -                                  | 爱奇艺动漫《狐狸之声》主题曲                      |
| 20   | 2018年11月    | 告白時間                                | 电视剧《你和我的傾城時光》原声音乐 | 電視劇《你和我的傾城時光》插曲                    |
| 21   | 2020年5月     | 手足 (合唱：群星)                       | -                                  | 音乐人“孙涌智”创作、致敬抗疫英雄                  |
| 22   | 2023年4月24日 | 无畏之人                                | 电视剧《不就是拔河吗》影视原声带   | 电视剧《不就是拔河吗》片头曲                      |

### 音乐影片
| 年份   | 影片名称            | 导演          | 备注                                             |
| 2007年 | 我最响亮            | 陆川          | 2007快乐男声是13强合辑、2007快乐男声主题曲       |
| 2007年 | 爱是一个人的事      | 王炼          | 收录于2007快乐男声是13强合辑                     |
| 2007年 | 如果，可以爱你      | -             | 如果，可以爱你～单曲EP                           |
| 2009年 | 爱的华尔兹          | 汪阳          | 电视剧《一起来看流星雨》插曲、清华同方电脑广告歌 |
| 2009年 | 让我为你唱首歌      | -             | 电视剧《一起来看流星雨》主题曲                   |
| 2009年 | 陷入爱里面          | CHANG         | 收录于《拥抱》专辑                               |
| 2009年 | 我没那么帅          | -             | 收录于《拥抱》专辑                               |
| 2009年 | 打起手鼓唱起歌      | 彭源          | 红星闪闪、红歌翻唱合辑                           |
| 2009年 | 拥抱                | 吴俊成 (韩国) | 收录于《拥抱》专辑                               |
| 2015年 | 炙爱                | -             | 电影《别有动机》主题曲                           |
| 2016年 | 棒棒哒 (合唱：群星) | -             | 电影《过好年》主题曲                             |
| 2016年 | 愚先生              | 张帆          | 加盟捷特联合第一首单曲                           |
| 2018年 | 歌颂 (合唱：群星)   | 不详          | 爱奇艺动漫《狐狸之声》主题曲                     |
| 2018年 | 告白時間            | -             | 电视剧《你和我的倾城时光》插曲                   |
| 2020   | 手足 (合唱：群星)   | -             | 音乐人“孙涌智”创作、致敬抗疫英雄                 |

## 影视作品

### 電視劇
| 年度   | 剧名                 | 角色   | 備註                       |
| 2008年 | 丑女无敌             | 张永康 | 客串                       |
| 2009年 | 一起來看流星雨       | 端木磊 |                            |
| 2010年 | 一起又看流星雨       | 端木磊 |                            |
| 2013年 | 爱在春天             | 沈家豪 |                            |
| 2013年 | 8090向前衝           | 蒋天涯 |                            |
| 2014年 | 把爱带回家           | 何岸   |                            |
| 2015年 | 破晓                 | 叶靖奇 |                            |
| 2016年 | 父亲的身份           | 杜明达 | 特别演出                   |
| 2016年 | 多少爱，可以重来     | 许然   |                            |
| 2016年 | 欢喜密探             | 洪師傅 | 网络剧，客串(出现在第37集) |
| 2017年 | 那年花开月正圆       | 杜明礼 |                            |
| 2017年 | 九州·海上牧云记      | 孤松拓 |                            |
| 2018年 | 你和我的倾城时光     | 顧延之 |                            |
| 2018年 | 外滩钟声             | 杜心生 |                            |
| 2019年 | 大明风华             | 朱高煦 | 特别演出                   |
| 2020年 | 古董局中局之鉴墨寻瓷 | 许一城 | 客串                       |
| 2020年 | 最好的时代           | 谭靖州 |                            |
| 2021年 | 我们的新时代         | 刘风   | 單元《紧急营救》           |
| 2021年 | 青山遮不住           | 洪遠山 |                            |
| 2022年 | 风起陇西             | 杨仪   |                            |
| 2023年 | 他是谁               | 赵世杰 |                            |
| 2023年 | 战火中的青春         | 程嘉文 | 2019年拍攝，客串           |
| 2024年 | 唐人街探案2          | 林森   | 网络剧                     |
| 2024年 | 小日子               | 江海涛 |                            |
| 2025年 | 神探亨特詹           | 詹天遠 | 2015年拍攝                 |
| 2025年 | 围猎                 | 牟森   | 网络剧                     |
| 待播   | 翻手为云覆手雨       | 沈良   | 2013年拍攝                 |
| 待播   | 不负人民             |        |                            |
| 待播   | 广州十三行           | 郑仕承 |                            |
| 待播   | 法医秦明之龙番往事   | 秦明   | 网络剧                     |
| 待播   | 太平年               | 郭荣   |                            |
| 待播   | 法医秦明之玩偶       | 秦明   | 网络剧                     |

### 電影
| 年度   | 剧名                           | 角色         | 性质                    |
| 2009年 | 乐火男孩                       | 钟子杰       | 男主角                  |
| 2014年 | 大峰祖师                       | 小栗         | 小捕快                  |
| 2017年 | 十全九美之真爱无双 (网路电影） | 寧采臣       | 客串                    |
| 2017年 | 六人晚餐                       | 林晓白       | 成年之后、在1:24:10出现 |
| 2020年 | 八佰                           | 上官志标     | 88师524团一营一连长     |
| 2020年 | 修罗新娘                       | 寒门将军萧霁 | 网路电影                |
| 2020年 | 八佰                           | 上官志标     | 88师524团一营一连长     |
| 2021年 | 1921                           | 陆征章       |                         |
| 2021年 | 革命者                         | 长衫者       |                         |
| 2021年 | 红船                           | 范三         |                         |
| 2021年 | 铁道英雄                       | 林栋         |                         |
| 2023年 | 中国乒乓之绝地反击             | 王遥         |                         |
| 2023年 | 中国青年：我和我的青春         | 许牧之       | 網絡電影                |
| 2023年 | 惊天救援                       | 刘子涛       |                         |
| 2023年 | 绝地追击                       | 孙季         |                         |
| 2025年 | 敦煌英雄                       | 唐㳤知       |                         |

### 微电影
| 年度       | 剧名         | 角色            | 性质   | 导演   |
| 2010年6月  | 烟花         | 绝症病人        | 男主角 | 周楠   |
| 2010年6月  | 毕业才说爱   | 曲江鸣          | 男主角 | 宋迪   |
| 2013年1月  | 其实我还好   | 俞灏明          | 男主角 | 卢晟   |
| 2014年10月 | 爱在你的次元 | 灏明 (漫画少年) | 男主角 | 张超   |
| 2024年6月  | 升级         | 方鸿            | 男主角 | 王泽丰 |

### 歌舞劇
| 年度   | 剧名     | 角色     | 性质   | 备注           |
| 2007年 | 蔚蓝船说 | 百越英雄 | 男主角 | 大型歌舞史诗剧 |

### 栏目剧
| 年度   | 频道     | 剧名       | 角色 | 性质     | 类型     | 演唱歌曲         | 备注                           |
| 2019年 | 湖南卫视 | 时空的告白 | 灏明 | 特别出演 | 音乐情景 | 让我为你唱一首歌 | 蓝月亮中秋之夜《向月亮许个愿》 |

## 写真/书籍
| 年份      | 类型   | 写真/书籍名称        |
| 2008年8月 | 写真集 | 《我是大明星》       |
| 2009年6月 | 书籍   | 《俞灏明韩国全纪录》 |

## 荣誉及奖项

### 音乐奖项
| 年份       | 届次                                     | 奖项                     | 作品          | 结果 |
| 2007年5月  | 2007快乐男声                             | 快乐男声广州赛区亚军     | ---           | 獲獎 |
| 2007年6月  | 2007快乐男声                             | 快乐男声全国总决赛第六名 | ---           | 獲獎 |
| 2008年3月  | 2007年度音乐先锋榜颁奖典礼               | 网上最具人气先锋金曲奖   | 如果,可以爱你 | 獲獎 |
| 2008年3月  | 2007年度音乐先锋榜颁奖典礼               | 内地十大先锋金曲奖       | 如果,可以爱你 | 獲獎 |
| 2008年3月  | 2007年度音乐先锋榜颁奖典礼               | 内地先锋新人奖           | ---           | 獲獎 |
| 2008年4月  | 2007MusicRadio中国TOP排行榜              | 内地最佳潜力新人奖       | ---           | 獲獎 |
| 2008年4月  | 2007MusicRadio中国TOP排行榜              | 内地年度金曲奖           | 如果,可以爱你 | 獲獎 |
| 2008年5月  | 第五届劲歌王全球华人乐坛年度总选颁奖典礼 | 内地最有前途男新人       | ---           | 獲獎 |
| 2008年7月  | 2008年度新城国语力颁奖礼                 | 新城国语新势力歌手       | ---           | 獲獎 |
| 2008年10月 | 第八届全球华语歌曲排行榜颁奖礼           | 广东地区杰出歌手奖       | ---           | 獲獎 |
| 2008年12月 | 2008年度音乐先锋榜颁奖典礼               | 内地十大先锋金曲奖       | 陷入爱里面    | 獲獎 |
| 2008年12月 | 2008年度音乐先锋榜颁奖典礼               | 网上最具人气先锋金曲奖   | 陷入爱里面    | 獲獎 |
| 2008年12月 | 2008年度音乐先锋榜颁奖典礼               | 最佳创作歌曲金曲金奖     | 陷入爱里面    | 獲獎 |
| 2008年12月 | 2008年度音乐先锋榜颁奖典礼               | 最受欢迎先锋男歌手五强   | ---           | 獲獎 |
| 2008年12月 | 2008年度音乐先锋榜颁奖典礼               | 网上最具人气先锋男歌手   | ---           | 獲獎 |
| 2009年4月  | 2008年度雪碧中国原创音乐流行榜颁奖典礼   | 内地新人奖               | ---           | 獲獎 |
| 2010年1月  | 2009年度音乐风云榜新人盛典               | 最佳跨界新人             | ---           | 獲獎 |
| 2010年3月  | 2009年度音乐先锋榜颁奖典礼               | 网上最具人气先锋金曲奖   | 拥抱          | 獲獎 |
| 2010年12月 | 第十届全球华语歌曲排行榜颁奖礼           | 年度二十大金曲           | 拥抱          | 獲獎 |
| 2016年1月  | 放肆一下2015移动视频风云盛典             | 2015移动视频实力男歌手   | ---           | 獲獎 |

### 影视奖项
| 年份       | 届次                             | 奖项                             | 作品           | 结果 |
| 2010年1月  | 百度娱乐沸点2009年度盘点         | 最热门电视剧                     | 一起来看流星雨 | 獲獎 |
| 2010年6月  | 中国电视网络影响力(2010)颁奖盛典 | 最具网络影响力十大电视剧         | 一起来看流星雨 | 獲獎 |
| 2010年6月  | 中国电视网络影响力(2010)颁奖盛典 | 最具网络影响力十大影视人物(之一) | ---            | 獲獎 |
| 2011年1月  | 百度娱乐沸点2010年度盘点         | 最热门华语青春偶像剧             | 一起又看流星雨 | 獲獎 |
| 2011年1月  | 百度2010年度网络沸点(搜索风云榜) | 十大电视剧                       | 一起又看流星雨 | 獲獎 |
| 2011年1月  | 百度2010年度网络沸点(搜索风云榜) | 十大娱乐明星(之一)               | ---            | 獲獎 |
| 2012年3月  | 第十三届欧亚广播电视节           | 最佳青年题材电视剧奖             | 8090向前冲     | 獲獎 |
| 2017年12月 | “我是头条”2017今日头条年度盛典   | 年度突破男演员                   | 那年花开月正圆 | 獲獎 |
| 2018年1月  | 2017国剧盛典                     | 年度青春飞跃男演员               | 那年花开月正圆 | 獲獎 |
| 2018年5月  | 第二十四届上海电视节白玉兰奖     | 最佳男配角奖                     | 那年花开月正圆 | 入围 |
| 2018年11月 | 第二十四届华鼎奖                 | 观众最喜爱影视明星               | ---            | 獲獎 |

### 主持奖项
| 年份      | 届次                 | 奖项                                      | 结果 |
| 2009年3月 | 《新周刊》2008电视榜 | 最佳娱乐秀主持人—《天天向上》主持群(之一) | 獲獎 |

### 舞蹈奖项
| 年份      | 届次             | 奖项                 | 结果 |
| 2008年6月 | “舞动奇迹”第二季 | 舞动奇迹第二季～冠军 | 獲獎 |

### 媒体及娱乐平台奖项
| 年份       | 届次                     | 奖项                           | 结果 |
| 2007年12月 | 2007年度摩登上海口碑大赏 | 摩登时尚年度人物               | 獲獎 |
| 2013年11月 | 明星街拍盛典             | 最佳人气街拍明星               | 獲獎 |
| 2018年10月 | ---                      | 凤凰网时尚之选时尚风格先锋大奖 | 獲獎 |

### 公益奖项
| 年份       | 届次                   | 奖项                           | 结果 |
| 2010年10月 | ---                    | 2010中国国际年度绿色风云人物奖 | 獲獎 |
| 2013年3月  | 第三届明星公民颁奖盛典 | 组委会特别奖                   | 獲獎 |

## 爆炸事故
2010年10月22日下午約4點，俞灝明與藝人S.H.E Selina(任家萱）在上海拍攝湖南衛視電視劇《愛在春天》(原名:我和春天有個約會)的一場爆破戲時，由於煙火師失誤，提前按下爆破控制，炸藥提前爆炸，兩人走避不及，均告受傷。根據俞灝明之經紀人公司天娛傳媒透露，俞灝明為深二度灼傷，全身39%燒傷，受傷範圍較廣，主要分佈在手、手臂和背部。目前俞已出院回家休養，並定期到香港治療。